# Nerčinskij rajon
Il Nerčinskij rajon (in russo Нерчинский район?) è un municipal'nyj rajon del Territorio della Transbajkalia, nell'Estremo Oriente russo. Istituito il 4 gennaio 1926, ricopre una superficie di 5 432,26 chilometri quadrati e ha una popolazione di 27 070 abitanti; il centro amministrativo è la città di Nerčinsk. Il rajon è suddiviso in una città, un Insediamento di tipo urbano e 13 comuni rurali. 
I fiumi maggiori del territorio sono la Šilka (ramo sorgentifero dell'Amur) e il suo affluente Nerča.